# Ceromacra fuliginea
Ceromacra fuliginea är en fjärilsart som beskrevs av Butler 1879. Ceromacra fuliginea ingår i släktet Ceromacra och familjen nattflyn. Inga underarter finns listade i Catalogue of Life.